# Toxostoma longirostre
El cuitlacoche piquilargo (Toxostoma longirostre), también conocido como cuitlacoche pico largo, es una especie de ave paseriforme de la familia Mimidae. Se distribuye en el sur de Texas y el noreste de México.

## Taxonomía
Hay dos subespecies reconocidas, T. l. longirostre, rojizo brillante en la parte superior, desde el sureste de San Luis Potosí y el norte de Veracruz al sur, y T. l. senetti, más gris por encima, desde el norte de Veracruz.

## Descripción

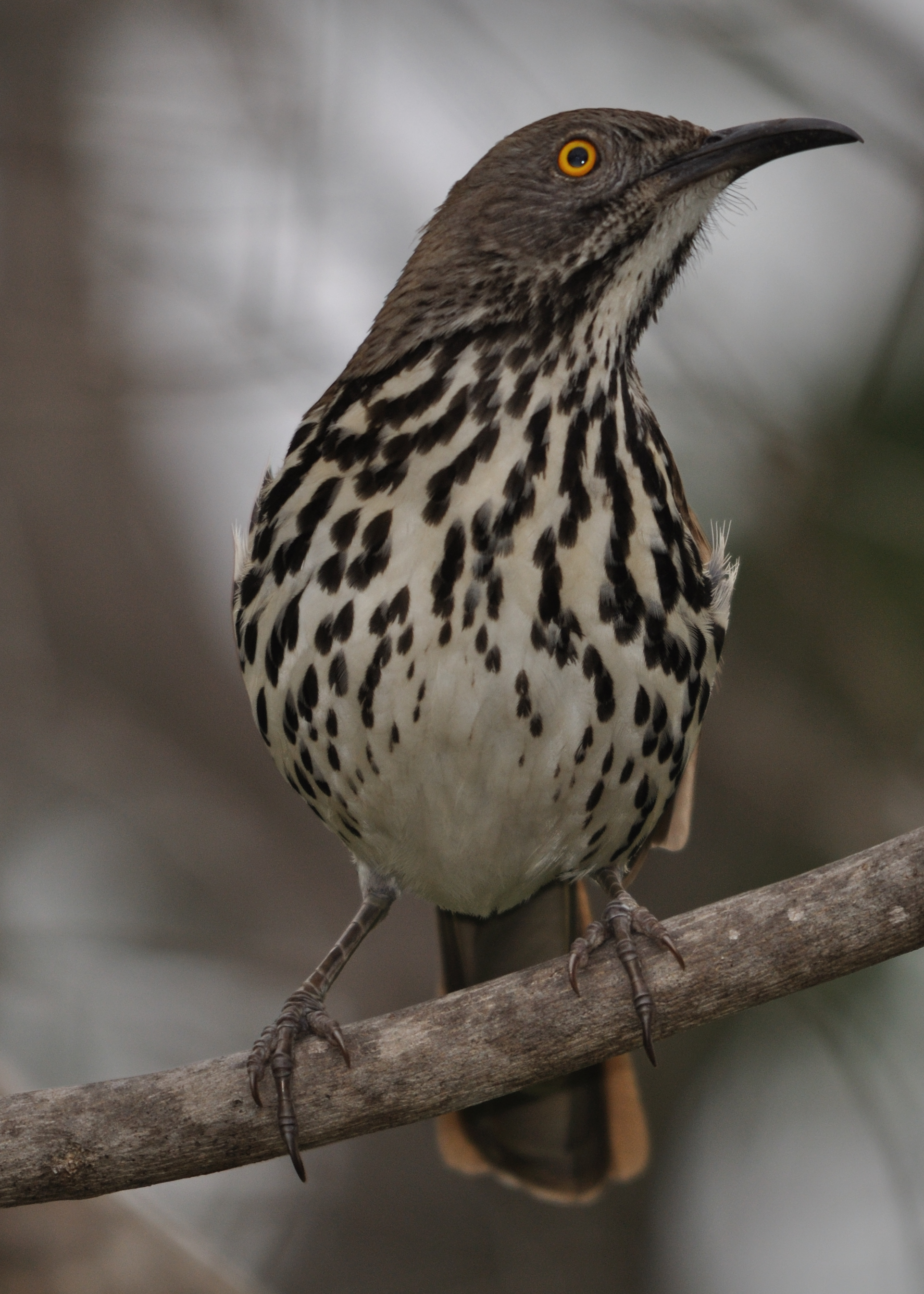
En Texas

El cuitlacoche piquilargo es delgado y de cola larga, con un promedio de 26,5 a 29 cm de longitud y alrededor de 70 g de peso. Los adultos son de color marrón en la parte superior con un tinte rojizo más brillante en la grupa y la cola, es de color blanquecino en la parte inferior con una raya negra en cada lado de la garganta y rayas negras sobre el pecho y el vientre. Tiene dos barras pálidas en las alas. La cabeza es de color grisáceo, especialmente en la cara. El pico es negro, bastante largo y ligeramente curvado hacia abajo, los ojos son de color naranja a amarillo.

## Distribución
Se distribuye desde el sur Texas a través de Tamaulipas y el este de Coahuila a lo largo de la vertiente atlántica de México al centro de Veracruz. Se presenta en lugares con arbustos o matorrales de todo tipo.

## Comportamiento
Por lo general permanece oculto o cerca del suelo, aunque puede cantar desde perchas visibles. Se alimenta sobre todo de insectos y frutas, busca insectos en el suelo dando vueltas energéticamente a las hojas y otros desechos.

### Reproducción
El nido, en forma de cuenco voluminoso, es colocado en vegetaciones espesas a baja o media altura, hecho de materiales tales como ramas y hierbas. La hembra pone entre 2 y 5 huevos de color blanco azulado con manchas de color marrón rojizo y gris o blanco verdoso con diminutas manchas marrones.